# 마리위스 트레소르
마리위스 트레소르(프랑스어: Marius Trésor, 1950년 1월 15일)는 프랑스의 전직 축구 선수로, 포지션은 센터 백이었다.
AC 아작시오 소속으로 데뷔했고 올랭피크 마르세유와 지롱댕 보르도 소속으로 뛰었다. 1976년 올랭피크 마르세유의 쿠프 드 프랑스 우승을 이끌었으며 1984년에는 지롱댕 보르도의 리그 1 우승을 이끌었다.
1971년부터 1983년까지 프랑스 대표팀에서 65경기에 출전하면서 4득점을 기록했으며 1978년 FIFA 월드컵과 1982년 FIFA 월드컵에 출전했다. 2004년 3월 펠레가 선정한 현존하는 최고의 축구 선수 목록인 FIFA 100에 선정되었다.